# Tàu điện ngầm Gwangju
Tàu điện ngầm Gwangju (tiếng Hàn: 광주 도시철도; Hanja: 光州都市鐵道) là hệ thống tàu điện ngầm ở Gwangju, Hàn Quốc, được quản lý bởi Gwangju Metropolitan Rapid Transit Corporation (GRTC, hoặc Gwangju Metro). Hệ thống này lần đầu tiên mở cửa vào năm 2004 với 14 nhà ga. Tàu điện ngầm Gwangju hiện có 1 tuyến với tổng độ dài 20,1 kilômét (12,5 mi). Nó bắc qua sông Yeongsan và Hwangryong. Đoạn từ ga Sotae đến ga Nokdong và từ ga Pyeongdong đến ga Dosang sẽ xây ở trên cao.

## Lịch sử
- Ngày 28 tháng 4 năm 2004: Tuyến 1 mở cửa một phần (Nokdong ↔ Sangmu)
- Ngày 11 tháng 4 năm 2008: Tuyến 1 mở cửa toàn tuyến (Nokdong ↔ Pyeongdong)

## Tuyến
| Tên tuyến Tiếng Anh | Tên tuyến Hangul | Ga bắt đầu | Ga kết thúc | Ga | Tổng độ dài bằng km |
|                     |                  |            |             |    |                     |
| 1                   | 1호선            | Nokdong    | Pyeongdong  | 20 | 20.6                |
|                     |                  |            |             |    |                     |

### Tuyến 1
Tính đến năm 2012 tuyến 1 có tổng 12 nhà ga. Đoạn giữa Sotae và Nokdong hoạt động riêng biệt.

### Tuyến 2
Tuyến 2 (ko) của hệ thống dự tính mở cửa giai đoạn 1 vào năm 2023 và giai đoạn 2 & 3 dự kiến sẽ lần lượt mở cửa vào năm 2024 và 2025.

## Liên kết
- Trang chủ chính thức